# Lucie Voňková
Lucie Voňková (* 28. února 1992, Teplice) je česká fotbalistka, která hrála na pozici útočníka.

## Kariéra

### Klubová kariéra
S fotbalem začínala v mládežnických kategoriích v klubu FK Teplice. Od roku 2006 působila v klubu SK Slavia Praha, kde poprvé hrála českou ženskou první ligu. V roce 2012 přestoupila do týmu městských rivalek AC Sparta Praha, se kterým vyhrála český titul a pohár. Po sezóně přestoupila do německého Duisburgu. Po dvou letech přestoupila do jiného bundesligového klubu FF USV Jena, kde se začala více prosazovat. V červenci 2017 opět změnila dres v rámci bundesligy, stěhovala se z Jeny do Bayernu Mnichov. Od léta roku 2019 působila v nizozemském Ajaxu.

### Reprezentace
V letech 2007–2011 nastupovala v českých mládežnických reprezentacích, ve kterých nastoupila do celkem 26 zápasů, v nichž vstřelila 10 gólů. Od roku 2009 nastupuje také pravidelně za dospělou ženskou reprezentaci. V ní odehrála 72 utkání, ve kterých dala 22 gólů. V reprezentaci zastávala i funkci kapitánky týmu.
Po vleklých zraněních se v červnu 2021 rozhodla skončit kariéru profesionální fotbalistky.

### Ocenění
- Fotbalistka roku 2016, 2017[5][6]

## Osobní život
V září 2018 se provdala za svou spoluhráčku z Bayernu Claudii van den Heiligenbergovou. Pár v březnu 2021 oznámil očekávání narození potomka v srpnu 2021. Těhotná je Claudia Voňková.